# Incredimail Xe
Incredimail Xe là một trình duyệt thư điện tử có giao diện đồ họa của công ty Incredimail LTD.

## Phiên bản
- Incredimail Xe miễn phí
- Incredimail Xe Premium